# Glynn Speeckaert
Glynn Speeckaert est un directeur de la photographie belge.

## Filmographie
- 1991 : Zondag
- 1992 : Variatie op een kus
- 1992 : Solum solum, alleen maar aarde
- 1992 : Passion (court-métrage) de Israël Maoz
- 1993 : Republiek
- 1993 : Mr. Sunday
- 1993 : Aan zee
- 1994 : Vakantie! (Eindelijk)
- 1994 : Tour de France
- 1994 : Paul, un portrait
- 1994 : Gele verf
- 1995 : Ana Temnei
- 1996 : Wim en Véronique
- 1996 : Alles moet weg
- 1997 : No Police
- 1997 : La Sicilia de Luc Pien
- 1997 : Joli môme (court-métrage) de Vincent Bal
- 1997 : A Hard Day's Work (court-métrage) de Koen Mortier
- 1998 : Lange Nacht (court-métrage) de Manno Lanssens
- 1998 : Altijd zomer (court-métrage) de Johan Seeuws
- 1999 : Man van staal de Vincent Bal
- 1999 : Black XXX-Mas (court-métrage) de Pieter Van Hees
- 2000 : Société secrète d'Imogen Kimmel
- 2001 : Odmazda de Jan Hintjens
- 2005 : Les Crayons (court-métrage) de Didier Barcelo
- 2006 : The Visitation de Robby Henson
- 2007 : Ex Drummer de Koen Mortier
- 2008 : Le Roi Scorpion 2 : Guerrier de légende (The Scorpion King: Rise of a Warrior) (vidéo) de Russell Mulcahy
- 2009 : À l'origine de Xavier Giannoli
- 2010 : Soudain, le 22 mai de Koen Mortier
- 2011 : La Source des femmes de Radu Mihaileanu
- 2012 : Un plan parfait de Pascal Chaumeil
- 2013 : Les Garçons et Guillaume, à table ! de Guillaume Gallienne
- 2015 : Marguerite de Xavier Giannoli
- 2021 : Les Aventures du jeune Voltaire d'Alain Tasma (TV)
- 2021 : 8 Rue de l'Humanité de Dany Boon

## Distinctions
- 2010 : nomination au César de la meilleure photographie pour À l'origine
- 2016 : nomination au César de la meilleure photographie pour Marguerite